# هاليكالا
هاليكالا (Haleakalā) أو بركان شرق ماوي, هو بركان يقع  في أرخبيل هاواي في جزيرة ماوي. يشكل أكثر من %75 من جزيرة ماوي في حين يتكون %25 من الجزيرة الغربية من بركان آخر يقع على جبال ماوي الغربية. 
حدث آخر ثوران لبركان هاليكالا مابين 1480 و 1600. 

## المناخ
يظهر الجدول التالي التغييرات المناخية على مدار السنة لهاليكالا:
| البيانات المناخية لـهاليكالا      | البيانات المناخية لـهاليكالا | البيانات المناخية لـهاليكالا | البيانات المناخية لـهاليكالا | البيانات المناخية لـهاليكالا | البيانات المناخية لـهاليكالا | البيانات المناخية لـهاليكالا | البيانات المناخية لـهاليكالا | البيانات المناخية لـهاليكالا | البيانات المناخية لـهاليكالا | البيانات المناخية لـهاليكالا | البيانات المناخية لـهاليكالا | البيانات المناخية لـهاليكالا | البيانات المناخية لـهاليكالا |
| الشهر                             | يناير                        | فبراير                       | مارس                         | أبريل                        | مايو                         | يونيو                        | يوليو                        | أغسطس                        | سبتمبر                       | أكتوبر                       | نوفمبر                       | ديسمبر                       | المعدل السنوي                |
| --------------------------------- | ---------------------------- | ---------------------------- | ---------------------------- | ---------------------------- | ---------------------------- | ---------------------------- | ---------------------------- | ---------------------------- | ---------------------------- | ---------------------------- | ---------------------------- | ---------------------------- | ---------------------------- |
| متوسط درجة الحرارة الكبرى °ف (°م) | 60.6 (15.9)                  | 59.6 (15.3)                  | 59.9 (15.5)                  | 60.4 (15.8)                  | 62.7 (17.1)                  | 65.3 (18.5)                  | 65.6 (18.7)                  | 66.2 (19.0)                  | 64.5 (18.1)                  | 64.0 (17.8)                  | 63.3 (17.4)                  | 61.3 (16.3)                  | 62.8 (17.1)                  |
| متوسط درجة الحرارة الصغرى °ف (°م) | 43.4 (6.3)                   | 42.3 (5.7)                   | 42.9 (6.1)                   | 43.2 (6.2)                   | 45.1 (7.3)                   | 47.5 (8.6)                   | 48.5 (9.2)                   | 48.8 (9.3)                   | 47.4 (8.6)                   | 47.2 (8.4)                   | 47.0 (8.3)                   | 44.4 (6.9)                   | 45.6 (7.6)                   |
| معدل هطول الأمطار إنش (مم)        | 5.99 (152)                   | 5.49 (139)                   | 7.65 (194)                   | 4.17 (106)                   | 2.16 (55)                    | 1.38 (35)                    | 2.59 (66)                    | 2.10 (53)                    | 2.38 (60)                    | 3.10 (79)                    | 5.29 (134)                   | 7.45 (189)                   | 49.75 (1٬264)                |
| المصدر: NOAA                      |                              |                              |                              |                              |                              |                              |                              |                              |                              |                              |                              |                              |                              |

## الملاحق
- حديقة هاليكالا الوطنية